# 黄虎鉉
黄 虎鉉（ファン・ホヒョン、朝鮮語: 황호현/黃虎鉉、1911年3月22日 - 1992年3月20日）は、大韓民国の官僚、政治家。内務部次官・長官署理、制憲・4・6代韓国国会議員。
軍人、外交官の黄源卓は長男。

## 経歴
日本統治時代の江原道平昌郡生まれ。栄州浮石公立普通学校卒、韓国神学大学を2年で中退。1940年、普通文官試験合格。魯城青年団団長、大韓独立促成国民会平昌郡支部副委員長・委員長、平昌郡労農総連盟参謀、独促愛国婦人会顧問、国青平昌支団副支団長などを務めた後、1948年の初代総選挙で国会議員に当選した。1952年9月に内務部次官に抜擢され、1953年9月10日から19日までは陳憲植内務部長官の署理を務めた。1958年の第4代総選挙では無所属の候補として当選し、1963年の第6代総選挙の前に民主共和党に入党し、同党所属の国会議員のほか、同党国会対策委員・江原第8地区党委員長・党務委員・中央常任委員を務めた。しかし、1974年に民主回復国民宣言の署名に制憲議員として参加し、民主回復国民会議の運営委員を翌75年まで務めた。
1992年3月20日、ソウル市西大門区のソウル赤十字病院で持病により死去。享年82。

## 不祥事
1953年3月の仁川港で発生した仁川埠頭労働組合襲撃事件についての国会での緊急質問で意図的に虚偽の内容を発言したため、同年7月22日、黄内務次官に対する罷免建議案が国会で可決された。